# FIFA International Soccer
FIFA International Soccer (conosciuto anche come FIFA 94 o FIFA International Soccer Championship Edition nella versione per Sega Mega CD) è un videogioco di calcio sviluppato da Extended Play Productions e pubblicato da Electronic Arts il 15 dicembre 1993.
Il gioco è il primo della serie FIFA, che è poi arrivata a comprendere decine di titoli. Il suo slogan è "FIFA International Soccer has it all... experience sheer brilliance", traducibile in italiano come "FIFA International Soccer ha tutto... genialità assoluta ed esperienza".

## Modalità di gioco
Il gioco mostra il campo con prospettiva isometrica sempre centrata sulla palla e simula tutti gli 11 calciatori di ogni squadra, con la possibilità di passare dall'uno all'altro a comando. Più giocatori (il numero massimo varia a seconda della piattaforma) possono partecipare, anche nella stessa squadra.
Ci sono diverse modalità di gioco:
1. Esibizione: scegliendo questa opzione si gioca una partita amichevole fra due squadre scelte dal giocatore;
2. Torneo: scegliendo questa opzione si gioca un torneo composto da 6 gironi di 4 squadre cadauno. Finiti i gironi, le prime squadre faranno dei gironi finali con una finale conclusiva;
3. Playoff: scegliendo questa opzione si gioca una coppa partendo dagli ottavi di finale;
4. Campionato: scegliendo questa opzione si gioca un campionato di 8 squadre messe in classifica.

Dopo i supplementari non vi sono i calci di rigore, ma si continua a giocare a oltranza fino a che una delle due squadre non segna un gol.

## Squadre
In FIFA International Soccer sono presenti 52 squadre, 51 nazionali e una fittizia. I nomi dei giocatori sono tutti fittizi. Le squadre sono:
- EA Sports All Stars
- Algeria
- Arabia Saudita SNES
- Argentina
- Australia
- Austria
- Belgio
- Bolivia SNES
- Brasile
- Bulgaria
- Camerun
- Canada
- Cile
- Cina
- Colombia
- Corea del Sud SNES
- Costa d'Avorio
- Danimarca
- Francia
- Galles
- Germania
- Giappone
- Grecia
- Hong Kong
- Inghilterra
- Iraq
- Irlanda
- Irlanda del Nord
- Israele
- Italia
- Lussemburgo
- Marocco
- Messico
- Nigeria
- Norvegia
- Nuova Zelanda
- Olanda
- Polonia
- Portogallo
- Qatar
- Repubblica Ceca
- Romania
- Russia
- Scozia
- Spagna
- Stati Uniti d'America
- Svezia
- Svizzera
- Turchia
- Ucraina
- Ungheria
- Uruguay

SNES Disponibile solo nella versione SNES

## Copertine
In questo capitolo, nella copertina della versione europea vi è raffigurato David Platt, che protegge il pallone contro Piotr Świerczewski in Polonia - Inghilterra del 29 maggio 1993, mentre in quelle nordamericana e nipponica viene raffigurato Pat Bonner, che allontana il pallone da Ruud Gullit in Irlanda - Olanda.